# Si supieras
Si supieras (in italiano: "se sapessi") è un singolo dell'artista musicale portoricano Daddy Yankee, pubblicato il 26 giugno 2019 e contenuto nell'album El disco duro.